# 壹岐國
壹岐國（日语：〔〕／ Ikinokuni */?），日本古代的令制國之一，屬西海道，又稱壹州。壹岐國的領域即為現在的壹岐島。

## 沿革
史籍上的記載最早可見於《魏志·倭人傳》。
舊時的名稱有伊伎、伊吉、伊岐、由紀、由吉等，讀法可為與，令制國制度實行後才定名為“壱岐”，讀為。因為國領僅有一島之大，所以也常有人直接稱之為“壹岐島”，其國司亦被稱為島司。

## 郡
- 壹岐郡
- 石田郡

## 相關項目
- 日本令制國列表